# ترابين الصانع (قرية)
قرية ترابين الصانع، هي قرية بدويّة فلسطينية غير معترف بها، تقع في صحراء النقب تحديدًا في جنوب إسرائيل، بالقرب من رهط ومشمار هنيجف. تحيط بها من الشرق قبيلة تسمّى بقبيلة العزازمة، ومن الشمال قبيلة التياها.
تمّ بناؤها لقبيلة ترابين في الستينات، بعد أن أرغمت المؤسسة الأمنية مؤسّسيها على مغادرة أراضي آبائهم وأجدادهم في غربي النقب. وتعتبر ضمن اختصاص مجلس القسوم الإقليميّ. 
 هي من أكبر القبائل في القضاء، يعودون بأصولهم إلى قبيلة تسمّى "البقوم " الحجازيّة، التي تقع اليوم منازلها في شرق مكة المكرمة وهم من عيال صلدم.
منازلهم هذه تقع غربيّ القضاء، فهم يملكون تلك الأراضي الواقعة بين الحناجرة وسيناء.
    تعتبر مناطق انتشار عشائر الترابين من أخصب المناطق وأكبرها، وتضمّ هذه القبيلة 21 عشيرة ولكلّ عشيرة يوجد لها شيخ.
ومن المناطق المجاورة لها: أبو جواد - أبو عمرة - أبو قرينات - أبو ربيعة.
 وبما أنّ القرية غير معترف بها حتّى الآن فلم يتمّ ربطها بشبكة الكهرباء والماء، علاوة على عدم وجود بنى تحتيّة بتاتا.